# Englerina ramulosa
Englerina ramulosa là một loài thực vật có hoa trong họ Loranthaceae. Loài này được (Sprague) Polhill & Wiens mô tả khoa học đầu tiên năm 1992.